# Khelein Hum Jee Jaan Sey
Pour plus de détails, voir Fiche technique et Distribution.
Khelein Hum Jee Jaan Sey est un film historique indien réalisé par Ashutosh Gowariker sorti en 2010. 
Fondé sur l'ouvrage documentaire Do And Die: The Chittagong Uprising 1930-34 de Manini Chatterjee, il relate les faits d'armes d'un groupe de jeunes indépendantistes bengalis en 1930.
Les rôles principaux sont tenus par Abhishek Bachchan, Deepika Padukone, Vishakha Singh et Sikandar Kher (en) ; la musique est composée par Sohail Sen sur des paroles de Javed Akhtar. 

## Synopsis
Environ de Chittagong (Bengale, Inde) 1930. Des adolescents se font confisquer leur terrain de football par les colons britanniques qui veulent y installer un camp militaire. Humiliés par l'injustice qui leur est faite, ils décident de rejoindre des activistes indépendantistes menés par un instituteur, Masterda. Ensemble, ils attaquent un poste militaire, volent des armes, saccagent les installations télégraphiques et perturbent le trafic ferroviaire. Le petit groupe, qui compte aussi quelques femmes, réussit d'abord à se réfugier dans la campagne. Mais progressivement l'étau de l'armée anglaise se resserre et les jeunes révoltés sont abattus, faits prisonniers ou se suicident les uns après les autres. Masterda est capturé, sauvagement torturé, condamné à mort et pendu.

## Fiche technique
- Titre : Khelein Hum Jee Jaan Sey
- Titre original en hindi : खेलें हम जी जान से
- Réalisateur : Ashutosh Gowariker
- Scénario : Ashutosh Gowariker et Raoul V Randolf
- Musique : Sohail Sen
- Parolier : Javed Akhtar
- Chorégraphie :
- Direction artistique : Nitin Chandrakant Desai
- Photographie : Kiran Deohans
- Montage : Dilip Deo
- Cascades et combats : Ravi Dewan
- Production : Sunita Gowariker, Ajay Bijli et Sanjeev K Bijli
- Langue : hindi, bengali, anglais
- Pays de production : Inde
- Date de sortie : 3 décembre 2010
- Format : long métrage couleurs
- Genre : film historique
- Durée : 168 minutes

## Distribution
- Abhishek Bachchan : Surjya Sen
- Deepika Padukone : Kalpana Datta
- Vishakha Singh : Pritilata Waddedar
- Sikander Kher : Nirmal Sen
- Amin Gazi
- Vijay Maurya
- Samrat Mukerji
- Ram Sethi : Amjad

## Nominations
- Star Screen Awards 2011 : Meilleur acteur dans un seconde rôle : Sikander Kher ; Meilleur directeur artistique : Nitin Chandrakant Desai
- Stardust Awards 2011 : Meilleur film dramatique de l'année ; Meilleur réalisateur : Ashutosh Gowariker ; Meilleur acteur dramatique : Abhishek Bachchan ; Meilleur acteur débutant : Sikander Kher ; Meilleure actrice débutante : Vishakha Singh ; Exécution musicale remarquable : Sohail Sen ; Meilleur chanteur de play-back : Sohail Sen pour la chanson Yeh Des Hai Mera

## Musique
- Sortie sous label: T-Series.
- Musique: Sohail Sen
- Paroles: Javed Akhtar

| Chanson                                    | Chanteur                  | Durée |  |
| ------------------------------------------ | ------------------------- | ----- |  |
| Khelein Hum Jee Jaan Sey                   | Suresh Wadkar             | 5:04  |  |
| Long Live Chittagong                       |                           | 1:5   |  |
| Naiyn Tere                                 | Pamela Jain, Ranjini Jose | 4:38  |  |
| Naiyn Tere-Sad                             | Pamela Jain               | 3:22  |  |
| Revolutionary Comrades                     |                           | 3:17  |  |
| Sapne Saloney                              | Sohail Sen, Pamela Jain   | 5:39  |  |
| Surjya'S Sorrow                            |                           | 2:36  |  |
| The Escape                                 |                           | 2:16  |  |
| The Teenagers Whistle                      |                           | 3:57  |  |
| Vande Mataram                              |                           | 1:53  |  |
| Vande Mataram-revisité du sanskrit à hindi |                           | 4:14  |  |
| Yeh Des Hai Mera                           | Sohaill Sen               | 5:27  |  |